# Xenogears
Xenogears (яп. ゼ ノ ギ ア ス) — науково-фантастична японська рольова відеогра, розроблена і випущена компанією Square Co. (нині Square Enix) для ігрової консолі Sony Playstation в 1998 році.
Xenogears відома своєю сюжетною лінією, яка містить численні посилання на філософію, психоаналіз, релігію (зокрема християнство і Каббалу), а також науково-фантастичні концепції.

## Ігровий процес
Гравець керує групою персонажів, яким належить подорожувати світом, боротися з ворогами і допомагати зустрінутим персонажам. На відміну від багатьох JRPG свого часу, Xenogears повністю тривимірна, за винятком двовимірних спрайтів персонажів. Також використовуються анімаційні вставки, створені студією Production I.G. Битви включають як битви людей, так і пілотованих ними роботів — гірів (англ. Gear).
Бої за участю персонажів відбуваються покроково і складаються з ближніх та дистанційних атак і їх комбінацій, званих Deathblow. Під час атаки витрачаються очки дії (англ. Action Point, AP), причому сильніші атаки вимагають більше очок. На початку гри дається 3 AP на крок, потім у міру підняття рівня розвитку персонажа число AP збільшується до 7 AP. Невикористані очки дії відкладаються на наступний крок. Максимально так можна накопичити 28 очок і потім атакувати ворога серією вивчених Deathblow, але не дорожчих за 7 AP кожна. Також персонажі можуть використовувати «ефірні» здібності за допомогою яких можна вилікуватися або завдати шкоди ворогам. Для використання магічних здібностей необхідні очки ефіру (англ. Ether Points, EP), яких дається обмежений запас на бій.
Під час бою на гірах доступно три види атак — сильна, середня, і слабка. Кожна атака підвищує рівень атаки гіра, який потім використовується для здійснення більш потужних спеціальних атак. AP тут заміняє запас палива, яке витрачається при кожній атаці, і витрата залежить від сили атаки. Існує три рівні нормальних спеціальних атак гірів і один додатковий «Безмежний» рівень. Коли гір досягає рівня «Безмежний», він переходить в «Безмежний режим», який триває три кроки. Режим дозволяє поповнювати паливо або використовувати «Безмежні» атаки. Гіри також можуть активувати «Прискорювач» (англ. Boosters), який збільшує швидкість їх атак взамін на більшу витрату палива. Пункт меню Особливі Можливості (англ. Special Option) дозволяє відновлювати рівень міцності гіра (HP) за умови наявності відповідних деталей і використовувати спеціальні атаки за рахунок великої кількості палива. Коли у гіра закінчується паливо, він не може атакувати, використовувати спеціальні можливості або Прискорювач. Однак можна використовувати здатність «Заправка» (англ. Charge), що дозволяє поповнює запас палива і використовувати ефірні здібності. Головні персонажі можуть купувати для гірів паливо, запчастини, і вдосконалення в магазинах.

## Світ гри
Гра починається на найбільшому континенті світу, який розташований в північній півкулі планети — Іґнасі. Цей континент став місцем війни держав Аве (англ. Aveh) і Кіслев (англ. Kislev). Напіврелігійна організація «Етос» (англ. Ethos), що займалася збереженням культурної спадщини, розкопала в стародавніх руїнах пілотовані машини — гірів, якими стали користуватися обидві держави. Зрештою Імперія Кіслев стала домінувати. Вирішальним фактором стало те що на території Імперії було поховано більше гірів. Але несподівано на континенті Іґнас з'явився військовий флот невідомої організації «Геблер» та став допомагати Аве. За допомогою «Геблера», Аве змогли вибратися з безнадійної ситуації і навіть перейти в наступ. Користуючись підтримкою вони стали захоплювати одну територію Кіслева за одною.

## Сюжет
Диск 1
У вступному відео показується падіння космічного корабля «Eldridge», захопленого невідомою силою, на планету.
Дія переноситься в село Лохан, де жив Фей Фонг Вонг, 18-ирічний юнак, котрого три роки тому, пораненого і без пам'яті, приніс до села таємничий «чоловік в масці». Одного дня односельчанка Еліс посилає Фейя за фотокамерою до місцевого лікаря Ситана. Фей бачить як Лохан атакують кілька гірів, біжить на допомогу і дорогою знаходить неробочий гір. Зайнявши крісло вбитого пілота, Фей бореться з ворогом, але його розум затьмарюється. Отямившись, Фей розуміє, що знищив село з багатьма його жителями, в тому числі Еліс, і йде у вигнання разом з Ситаном.
По дорозі через ліс вони зустрічають дівчину Еллі. Та зізнається, що це вона привела гірів Кіслева до села тим, що викрала один з секретного ангара. Коли на неї нападає лісовий ящер, Фей рятує її за допомогою приведеного Ситаном гіра Вельтола. Зрештою герої розходяться, Ситан з Фейєм вирушають до міста Дазіл за запчастинами до Вельтола.
В магазинах «Етос» немає потрібних деталей, тому друзі йдуть шукати їх в пустелю на розкопки. Там на них нападає група, очолювана чоловіком в масці черепа, котрий називає себе Граф. Він зазначає, що потребує сили Фейя, щоб «знищити матір бога». Проте після цього нападають солдати Аве і Фей з Ситаном опиняються у в'язниці на піщаному кораблі. Тим часом пустельні пірати, очолювані Бартом, нападають на корабель, завдяки чому ув'язнені тікають, захопивши гіри. Фей вступає в бій з Бартом, але обоє провалюються в печеру та мусять об'єднатися, щоб вибратися на поверхню. Їм вдається відшукати старця Бальтазара. Той ремонтує їхні гіри й виводить нагору.
Фей з Бартом досягають піратського корабля «Іггдрасиль», яким заправляють Сігурд і Мейсон, брат Барта. Виявляється, що Барт є законним правителем Аве, чий трон узурпував міністр Шахан, який також полонив Марджі, племінницю Барта, бо вона є важливою для пошуків особливого гіра. Вночі на піратів нападають, після бою Фей вирішує допомогти Барту повернути трон.
Коли герої прибувають в столицю Аве Бледвік, туди ж прибувають сили організації «Геблер» з Мінґ, Рамзусом і генералом Вандеркаумом. Фей та Ситан опиняються як гладіатори на арені. Фей стикається з Деном, односельцем, який прагне помститися за знищення Лохана, а потім з загадковим Вайсменом, який відмовляється битися. Тим часом Барт визволяє племінницю, а Еллі, яка саме перебувала в казармі «Геблера», допомагає їм утекти.
Разом з Марджі Фей, Еллі, Ситан та Барт повертаються на «Іггдрасиль» і вирушають в місто Нісан. В соборі Нісану Фей бачить зображення засновниці міста Софії, яка виглядає точно як Еллі, а техніка виконання повторює його власну. Мейсон повідомляє приголомшливу новину — він і Ситан походять з «Соляриса» — таємного суспільства, яке керує світом зі станції високо в небі, але втекли через їхні експерименти на людях.
Герої розділяють на групи, щоб повернути трон Аве законному правителю. Операція провалюється, але несподівано з'являється червоний гір, який перемагає сили «Геблер» Рамзуса, а потім руйнує «Іггдрасиль». Ситан рятується на аварійній капсулі.
Фей же опинився в ув'язненні в Нортоні, столиці Кіслева, та мусить взяти участь в боях на арені, щоб отримати свободу. В цей час туди ж прибуває новий лікар, який виявляється Ситаном. Проте хтось ламає гір і перший бій Фей програє. У в'язниці загадковим чином виникає Вайсмен та повідомляє Фейю про його батьків — Кхана і Карен, з яким він був знайомий в Летючій країні Шеват, та зникає.
Фей після низки боїв стає чемпіоном, змістивши зеленошкірого мутанта Ріко. Користуючись своїм станом, він, Ситан, Ріко і коммівояджер Хаммер, який їм допомагав, задумують втекти. Вони повертають собі гір Вельтол і планують викрасти летючий корабель «Голіаф». Еллі в цей час отримує наказ від жінки Домінії з «Соляриса» підірвати реактор в Нортоні. Вона очолює атаку «Геблера» на місто. Фей зустрічає її та переконує не підривати реактор, після чого атакує флагман, де перебуває Домінія. Проте судно падає, спричинивши великі руйнування, а Еллі в останній момент рятує на своєму гірі Граф. Пізніше Еллі знаходить Фей та разом з іншими вибирається з міста. На підмогу приходить Барт на субмарині «Іггдрасиль 2». Герої досягають плавучого міста «Темза».
Над ним пролітає Шеват — дископодібна станція. Еллі зазначає про протистояння цього об'єкта «Солярису». На «Темзу» нападає Рамзус, Домініа і Міанґ, а Еллі потрапояє під гіпнотичний вплив Домінії. Коли нападники відступають, Еллі проводить саботаж, та її з боєм зупиняють.
Пізніше, Біллі, представник «Етоса» на борту «Темзи», дозволяє скористатися для лікування Фейя передовими медичними технологіями організації. Герої причалюють до острова з лікарнею, якою керує єпископ Стоун. Той говорить, що неподалік знаходиться корабель, який зазнав нападу мутантів Різників. Зачистивши судно, бійці повертаються в лікарню «Етоса», яка за час відсутності була атакована. Герої довідуються, що різаниною керував не хто інший як Стоун, який працює на «Солярис». Вони повертаються на «Іггдрасиль» і відчалюють до місця розкопок «Етоса», де переховується зрадник.
На розкопках партію атакує боєць в червоному гірі, який представляється як Ід. Поборовши його при допомозі Вайсмена, що незрозумілим чином виник там, герої повертаються на «Іггдрасиль» та виявляють, що Фей зник. Його знаходять біля Вельтола і беруть для боротьби з новим нападником — Алканшелем.
Фей і його друзі вирішують укласти союз зі станцією Шеват, сподіваючись, що це єдина сила, здатна реально протистояти «Солярсу». Відшукавши багатокілометрову Вавилонську башту, партія піднімається на Шеват до королеви Зефір. В цей час станцію атакує «Солярис». Після успішної оборони надходить новина — правитель Аве Шахан атакує місто Нісан.
Барт знаходить Форт Джаспер, а в ньому схований Омнігір Андварі, який шукав Шахан. Сам Шахан намагається заволодіти його силою, проте навіть при допомозі Графа програє. Барт стає новим правителем Аве, повернувши собі законну владу. Для протистояння «Солярису» розробляється план знищити Брами, які захищають «Солярис», за допомогою дзеркала Вавилонської башти. Розшукавши три Брами, біля останньої партія стикається з охоронцем Емеральдою, котра виявляється не людиною в гірі, а колонією нанороботів. Після бою вона приєднується до команди Фейя.
Після знищення Брам стає відомим місцерозташування Етренанку — головної літаючої бази «Солярису». Герої висаджуються на базу та стають свідками виступу Імператора Каїна, лідера організації, котрий готується напасти на жителів землі. Еллі розказує, що дійсним лідером є Креліан. Той збирається стратити захоплених в полон жителів землі. Фей згадує себе на цій станції, хоч не міг там бути, а Ситан розповідає багато речей, зокрема, що їжа і продовольство в «Солярисі» виробляються з мертвих людей. На питання Еллі звідки він все це знає, Ситан вимикає світло і Фейя схоплює Міністерство Ґазел — перенесені в комп'ютер свідомості померлих правителів «Соляриса». Вони демонструють Фейю ціль існування організації — повернення з Маханону, свого роду Раю, божества Деуса та, користуючись його знаннями, вирушити покоряти інші планети. Для цього їм потрібен елемент бога Анімус, яким і є Фей, а Ситана було приставлено до нього слідкувати й в потрібний час привести на Етренанк. Креліан паралельно досліджує Еллі і відкриває в її ДНК Кільце Уробороса, яке свідчить, що вона є реінкарнацією першої жінки — Елоїм.
Біллі з Бартом звільняють Фейя, а потім забирають Еллі, але всі опиняються паралізовані Екзекутором. В цей час на «Іггдрасилі» Вельтол перетворюється в червоного гіра і летить на Етренанк. Ситан тепер мусить пояснити — Фей і Ід — це альтер-его тієї самої людини. Червоний гір руйнує Етренанк, Креліан дає Рамзусу Аніма-реліквії, який перетворює його гір на Омнігір. Рамзус нападає на Вельтол, який евакуює друзів зі станції, і той падає в лісі.
Диск 2
Групу знаходить вчений Таур і виліковує. Тим часом Аве і Кіслев уклали мирний договір, та люди по всій планеті починають перетворюватися на мутантів і збиратися в єдину органічну масу під впливом Ґетіа-ключа, активованого Міністерством Ґазел. Партія знищує масу і систему, встановлену «Солярисом», що контролює мутації, а потім здобуває перемогу над Домінією і її воїнами, після чого та відмовляється від подальших планів боротися з Феєм. Заклики Еллі до миру спричиняють до того, що багато людей стають вважати її реінкарнацією Софії.
Герої беруться шукати Аніма-реліквії для вдосконалення своїх гірів, попутно відбиваючись від посланців «Соляриса». Міністерство Ґазел застосовує Ґетіа-ключ для підйому з океану Маханону, який виявляється остовом величезного космічного корабля «Eldridge». Фей з друзями вирушають на борт, де зустрічають в капсулі істоту Деуса і перемагають її, після чого ідуть до комп'ютера корабля. Звідти вони добувають інформацію, що Деус був зброєю, одну з частин якої вони щойно знищили. 10000 років тому люди створили Деуса як зброю, але, злякавшись її могутності, вирішили розібрати. В такому стані він і перевозився на кораблі «Eldridge» до місця утилізації, проте одна з його складових захопила контроль над кораблем. Після падіння на планету Деус створив тутешніх людей, щоб потім з їхнього біологічного матеріалу відновити свої втрачені частини. Креліан знищує Міністерство, викрадає Еллі та через два тижні сам вирушає на Маханон на кораблі «Меркаба».
«Меркаба» збирає всіх мутованих людей для відновлення Деуса та десантує Ангелів Сераф, які тероризують весь світ. Фей, пригнічений тим, що не може врятувати Еллі, спілкується з Ідом та обидві особистості зливаються в одну, відновлюючи його пам'ять. Після цього приходить Вайсмен і повідомляє — він і є Кхан, батько Фейя. Фей пригадує як раніше, в попередніх життях, був Авелем і Кімом, творцем Емеральди. Його матір свого часу стала Міанґ, котра є не конкретною особою, а закладеною в усіх жінках програмою, спрямованою на відновлення Деуса. Вона ставила над Фейєм експерименти, які і порушили його психіку, породивши окремі особистості. Під кінець він бачить Хвильову сутність, яка повідомляє, що знаходиться всередині Зогара, джерела енергії Деуса, і, звільнившись, залишить того без живлення. Колись Хвильова сутність вступила в контакт з хлопчиком Авелем і обрала його тим, хто, шляхом численних реінкарацій звільнить її. Завдяки цьому Авель став єдиним, хто вцілів при падінні «Eldridge» і міг пам'ятати попередні життя. В ньому пробуджується нова духовна сила, через яку Вельтол трансформується у винятково потужний Ксеногір. Граф захоплює контроль над Вайсменом, щоб знищити Фейя, якого ненавидить, оскільки був створений аби самому опанувати такою силою для «Соляриса». Але Фей тепер остаточно знищує його.
Фей приводить друзів на остов «Eldridge», де показує останки жінки, яка стала за вибором Деуса основою всіх людей на планеті і першим втіленням Еллі. Партія вирушає на Шеват, звідки планує атакувати Меркабу. Їм вдається за допомогою Омнігірів збити Меркабу, але з неї вивільняється відновлений органікою Деус. Він випускає потужну хвилю, якою спустошує велику частину планети і збиває Шеват.
Герої атакують Деуса і руйнують Зогар, та при цьому всі гіри, крім Ксеногіра, вимикаються, оскільки енергією Зогара живилися і вони і Деус, і ефірні можливості. Хвильова сутність вивільняється, випромінюючи енергію в небезпечних кількостях. Спочатку Еллі всередині Деуса, а потім Фей, виносять уламки Деуса в космос, де всмоктуються в портал, утворений поверненням Хвильової сутності в свій вимір.
Фей отямлюється в дивному місці, з'являється Креліан та пояснює, що зробив це все, аби повернути світ до його початкової форми — хвильової, та самому створити Бога, в існуванні якого зневірився. Фей і Еллі опиняються поряд з Креліаном. Він каже, що не повернеться на землю, бо справжній Бог — єдиний, хто тепер може пробачити його. Фей відповідає, що це не так, але Креліан не слухає його. Він посилає Еллі і Фейя назад на землю і перетворюється на ангела. Фей і Еллі спускаються в Ксеногірі на узбережжя, де їх чекають друзі.

## Музика
Саундтрек гри був написаний Ясунорі Міцуда і випущений в Японії на двох CD 1 березня 1998 року. Додатковий повністю оркестровий альбом вийшов під назвою «Creid». Саундтрек включає відсутню в грі пісню «Star of Tears». Ця пісня і «Small Two of Pieces» були переспівані англійською Джоан Хогг. В «Creid» вони мають назви «Two Wings» та «Möbius».
| Диск 1 - 1. "Dark Dawn" 4:51 - 2. "Star of Tears (Out Take)" 2:56 - 3. "Ties of Sea and Flames" 3:08 - 4. "Our Village is Number One" 4:03 - 5. "Valley from Where the Wind is Born" 2:32 - 6. "Distant Promise" 1:51 - 7. "Steel Giant" 2:28 - 8. "Black Moon Forest" 4:02 - 9. "Where the Eggs of Dreams Hatch" 3:02 - 10. "Slumber (Short Version)" 0:09 - 11. "Dazil, Town of Scorching Sands" 3:27 - 12. "Longing" 3:08 - 13. "Grahf, Dark Conqueror" 3:50 - 14. "Fuse" 2:33 - 15. "Traces Left from Warriors' Dreams" 5:08 - 16. "Gem Which Cannot Be Stolen" 3:26 - 17. "Aveh, Ancient Dance" 1:50 - 18. "Invasion" 3:12 - 19. "Dance of Death" 2:38 - 20. "In a Dark Sleep…" 0:22 - 21. "The Gentle Wind Sings" 4:09 - 22. "We, the Wounded Shall Advance into the Light" 1:56 - 23. "Lost… Broken Shards" 1:05 - 24. "Thames, the Spirit of a Man of the Sea" 3:49 - 25. "Blue Traveller" 3:12 | Диск 2 - 1. "In a Prison of Remorse and Contentment" 2:42 - 2. "Jaws of Ice" 2:53 - 3. "Crimson Knight" 2:42 - 4. "October Mermaid" 4:27 - 5. "The Wind is Calling, Shevat of the Azure Sky" 3:31 - 6. "The Heavens, Clouds and You" 2:35 - 7. "Gathering Stars in the Night Sky" 3:04 - 8. "A Star's Tears, a Man's Sentiments" 3:34 - 9. "Soaring the Skies" 4:48 - 10. "Wings" 2:20 - 11. "Solaris, Heaven's Paradise" 3:43 - 12. "Slumber (Long Version)" 0:13 - 13. "The One Who Is Torn Apart" 5:06 - 14. "Prayer, the Happiness People Wish for" 3:25 - 15. "Premonition" 4:53 - 16. "Awakening" 4:21 - 17. "The One Who Bares Fangs at God" 6:05 - 18. "The Beginning and the End" 4:36 - 19. "Small Two of Pieces ~Screeching Shards~" 6:20 |